# Bayırbağ, Üzümlü
Bayırbağ là một thị trấn thuộc huyện Üzümlü, tỉnh Erzincan, Thổ Nhĩ Kỳ. Dân số thời điểm năm 2010 là 1.638 người.